# Daniszewo (powiat płocki)
Daniszewo – wieś sołecka w Polsce położona w województwie mazowieckim, w powiecie płockim, w gminie Bulkowo.
Wieś szlachecka położona była w drugiej połowie XVI wieku w ziemi wyszogrodzkiej.
W latach 1954–1960 wieś należała  do gromady Pilichówko, w 1961 należała i była siedzibą władz gromady Daniszewo, po jej zniesieniu, od 1962 r., w gromadzie Bulkowo, od 1973 r. w gminie Bulkowo. W latach 1975–1998 miejscowość należała administracyjnie do województwa płockiego.
We wsi znajduje się kościół Przemienienia Pańskiego. Od 23 lipca 2016 roku proboszczem lokalnej parafii jest ks. Andrzej Konwerski.